# のろま大将
「のろま大将」（のろまたいしょう）は、2009年2月15日に発売された大江裕のデビューシングル。

## 解説
作曲の原譲二は北島三郎のペンネーム。
いつもドジでのろまと笑われている男が、大物になると決意し立ち上がる様が描かれている。

## 収録曲
1. のろま大将 (4:33)
作詞：仁井谷俊也／作曲：原譲二／編曲：南郷達也
2. なんか一丁やったろかい (4:08)
作詞：仁井谷俊也／作曲：原譲二／編曲：南郷達也
3. のろま大将［オリジナル・カラオケ］ (4:33)
4. なんか一丁やったろかい［オリジナル・カラオケ］ (4:08)

## 収録アルバム
のろま大将 / なんか一丁やったろかい
- 演歌大将・大江裕〜日本列島 歌飛脚I〜（2010年4月7日／CRCN-20364）